# لي نا يونغ
لي نا يونغ هي ممثلة كورية جنوبية ولدت في 22 فبراير 1979.

## روابط خارجية
لي نا يونغ على موقع IMDb (الإنجليزية)
- لي نا يونغ على موقع ألو سيني (الفرنسية)
- لي نا يونغ على موقع ميوزك برينز (الإنجليزية)
- لي نا يونغ على موقع أول موفي (الإنجليزية)
- لي نا يونغ على موقع قاعدة بيانات الفيلم (الإنجليزية)
- لي نا يونغ على موقع كينوبويسك (الروسية)